# Ostinato destino
Ostinato destino è un film italiano del 1992 diretto da Gianfranco Albano.

## Trama
Carolina Rambaldi, ricca vedova, ha tre figli: Marcello, inguaribile dongiovanni; Lucrezia, presentatrice televisiva sterile e Cesare, scrittore omosessuale. Alla sua morte lascia scritta nel testamento una clausola particolare: l'intero patrimonio della famiglia andrà al primo che entro un anno si sarà sposato ed avrà avuto un figlio. Allora Lucrezia e Cesare assumono Marina, pericolosa serial killer, per uccidere Marcello e poter così incassare la cospicua eredità. A questo punto della storia, però, spunta fuori la sorella gemella di Marina, e le cose si complicano a dismisura.